# Kravaře (district d'Opava)
Pour les articles homonymes, voir Kravaře.
Kravaře (en allemand : Deutsch-Krawarn) est une ville du district d'Opava, dans la région de Moravie-Silésie, en République tchèque. Sa population s'élevait à 6 655 habitants en 2024.

## Géographie
Kravaře se trouve à 8 km à l'est du centre d'Opava, à 23 km au nord-ouest d'Ostrava et à 256 km à l'est de Prague.

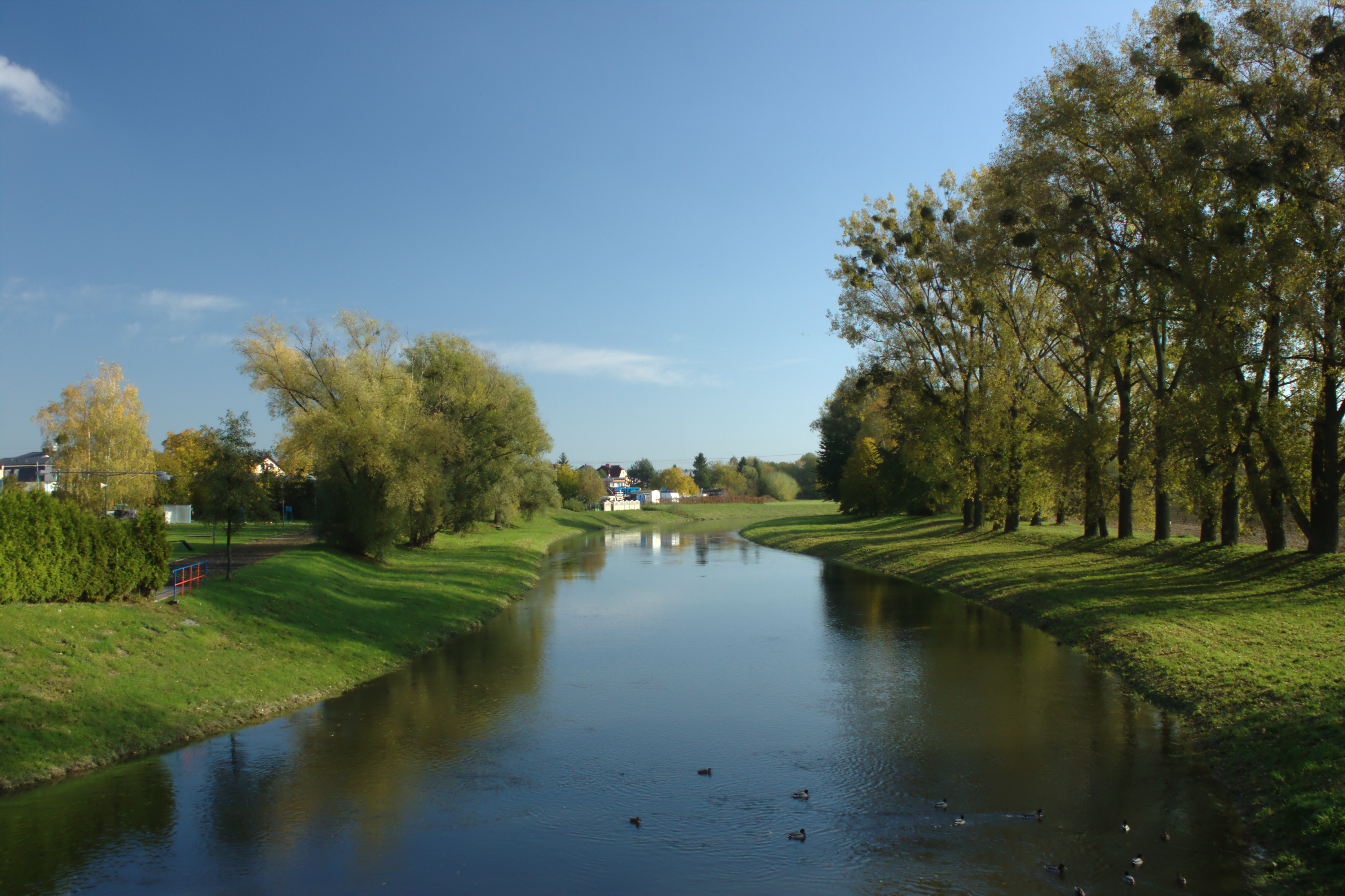
La rivière Opava près de Kravaře.

La commune est limitée par Štěpánkovice au nord, par Bolatice et Dolní Benešov à l'est, par Háj ve Slezsku, Mokré Lazce et Štítina au sud, et par Velké Hoštice et Chlebičov à l'ouest.

## Histoire
La première mention écrite de la localité date de 1224. La commune accéda au statut de ville en 1900.

## Galerie

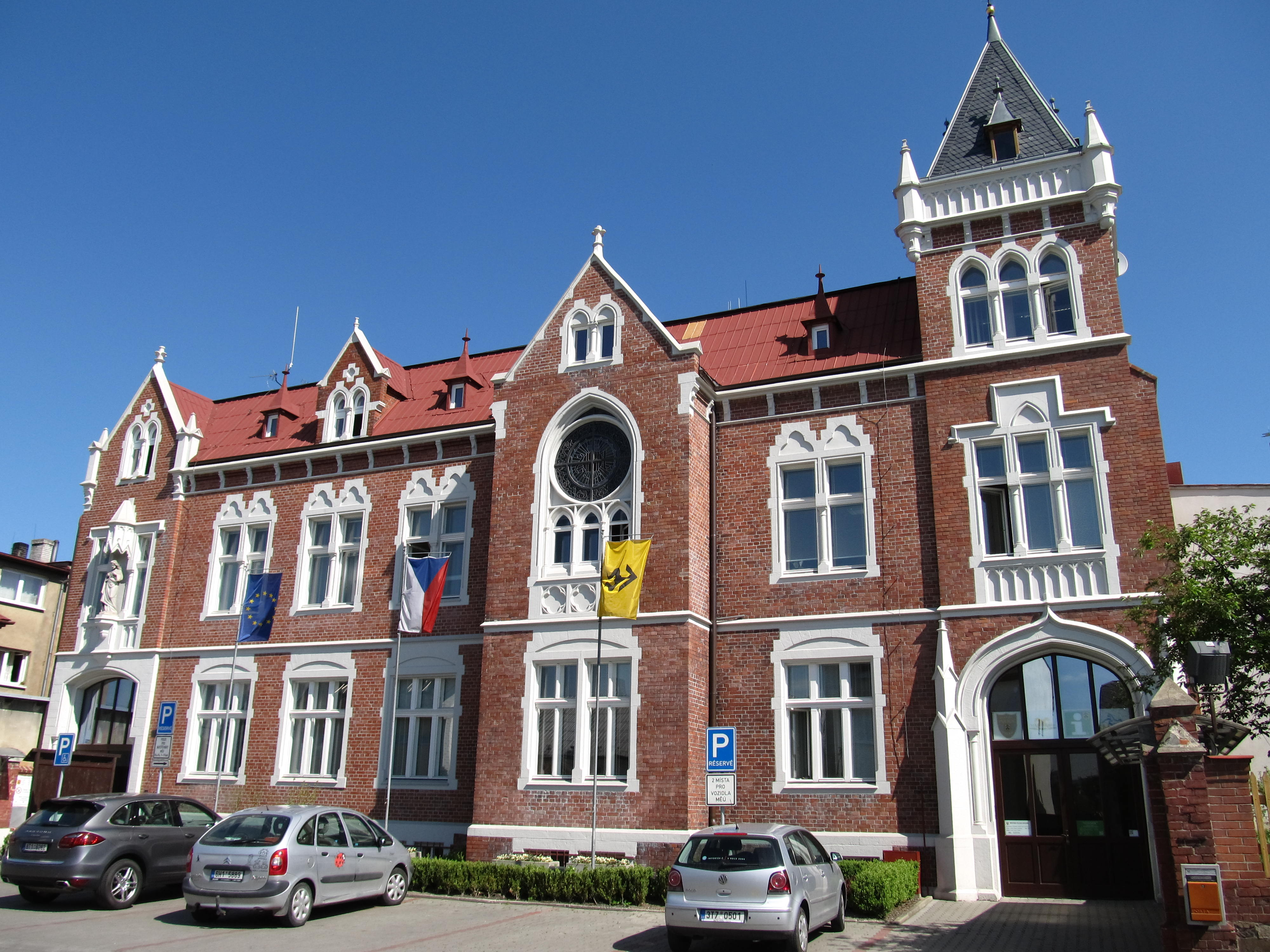
Kravaře : hôtel de ville.
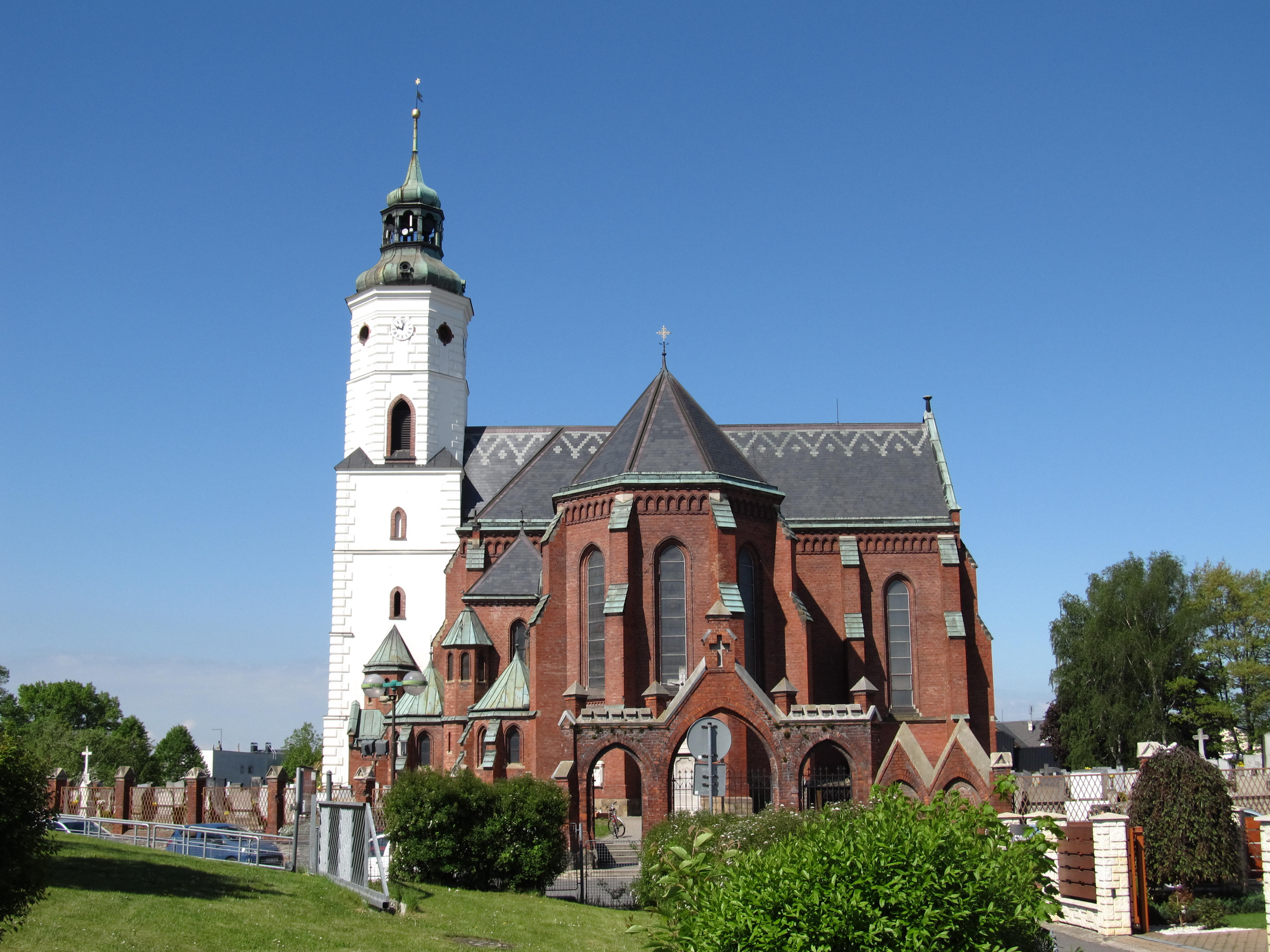
Église Saint-Barthélemy.

## Transports
Par la route, Kravaře se trouve à 8 km d'Opava, à 26 km d'Ostrava et à 334 km de Prague.

## Personnalité
- Josef Jařab (1937-2023), américaniste, historien, théoricien de la littérature, traducteur et homme politique, y est né.